# Draconarius linxiaensis
Draconarius linxiaensis är en spindelart som beskrevs av Wang 2003. Draconarius linxiaensis ingår i släktet Draconarius och familjen mörkerspindlar. Inga underarter finns listade i Catalogue of Life.